# Inganäsasjön
Inganäsasjön är en sjö i Svenljunga kommun i Västergötland och ingår i Ätrans huvudavrinningsområde. Sjön har en area på 0,189 kvadratkilometer och ligger 120,5 meter över havet. Sjön avvattnas av vattendraget Högvadsån.

## Delavrinningsområde
Inganäsasjön ingår i det delavrinningsområde (634961-132236) som SMHI kallar för Ovan Skatebäcken. Medelhöjden är 150 meter över havet och ytan är 26,6 kvadratkilometer. Räknas de 4 avrinningsområdena uppströms in blir den ackumulerade arean 89,45 kvadratkilometer. Högvadsån som avvattnar avrinningsområdet har biflödesordning 2, vilket innebär att vattnet flödar genom totalt 2 vattendrag innan det når havet efter 58 kilometer. Avrinningsområdet består mestadels av skog (80 procent). Avrinningsområdet har 0,58 kvadratkilometer vattenytor vilket ger det en sjöprocent på 2,2 procent. Bebyggelsen i området täcker en yta av 1,36 kvadratkilometer eller 5 procent av avrinningsområdet.